# Stanisław Kalemba
Stanisław Kalemba (Piekary; 25 de Outubro de 1947 — ) é um político da Polónia. Ele foi eleito para a Sejm em 25 de Setembro de 2005 com 7830 votos em 38 no distrito de Piła, candidato pelas listas do partido Polskie Stronnictwo Ludowe.
Ele também foi membro da Sejm 1991-1993, Sejm 1993-1997, Sejm 1997-2001, and Sejm 2001-2005.